# Чаншу
Чаншу́ (кит. упр. 常熟, пиньинь Chángshú, буквально: «постоянно созревающий») — городской уезд городского округа Сучжоу провинции Цзянсу (КНР).

## История
Во времена империи Западная Цзинь в 283 году в этих местах был создан уезд Хайюй (海虞县). Во времена империи Восточная Цзинь в 341 году в его южной части был создан уезд Наньша (南沙县). В эпоху Южных и Северных династий, когда эти земли входили в состав государства Лян, в 540 году уезд Наньша был переименован в уезд Чаншу (常熟县). Во времена империи Суй в 581 году к уезду Чаншу были присоединены 5 соседних уездов. 
Во времена монгольской империи Юань уезд был в 1295 году поднят в статусе, став областью Чаншу (常熟州), но во времена китайской империи Мин в 1369 году область вновь была понижена в статусе до уезда. Во времена империи Цин из уезда Чаншу в 1726 году был выделен уезд Шаовэнь (昭文县), но после Синьхайской революции он был в 1911 году вновь присоединён к уезду Чаншу.
В 1949 году был образован Специальный район Сучжоу (苏州专区), и уезд вошёл в его состав. В 1950 году урбанизированная часть уезда Чаншу была выделена в город Чаншу. В 1954 году город Чаншу был выведен из состава Специального района, став городом провинциального подчинения. В 1958 году город Чаншу был вновь присоединён к уезду Чаншу. В 1961 году на стыке уездов Чаншу и Цзянъинь был создан уезд Шачжоу. В 1970 году Специальный район Сучжоу был переименован в Округ Сучжоу (苏州地区). В 1983 году были расформированы город Сучжоу и округ Сучжоу, и образован городской округ Сучжоу; уезд Чаншу был при этом преобразован в городской уезд.

## Административное деление
Городской уезд делится на 2 уличных комитета и 9 посёлков.

## Экономика
В Чаншу расположены автомобильные заводы Jaguar Land Rover и Qoros Motors, завод по производству тоннелепроходческих комплексов. 
В сельской местности выращивают рис и овощи, разводят уток и гусей. Развивается индустрия ухода за пожилыми (частные дома для престарелых и санатории).

## Транспорт
Имеется переход через реку Янцзы, один из самых длинных вантовых мостов в мире.

## Города-побратимы
Чаншу имеет отношения со следующими городами:
- Аябе, Япония
- Сацумасендай, Япония
- Таунсвилл, Австралия
- Уиттиер, США
- Эс-Сувейра, Марокко